# Micropsitta geelvinkiana
El microloro de Geelvink (Micropsitta geelvinkiana) es una especie de ave psitaciforme de la familia Psittaculidae endémica de las islas Biak (anteriormente islas Geelvinck) de Indonesia.

## Descripción
Mide alrededor de 9 cm de largo. Su cola es corta y rígida con las plumas laterales negruzcas y las centrales azuladas. El plumaje de su cuerpo es principalmente verde, con el vientre amarillo, que es extiende hasta el pecho en los machos que en cambio tiene el centro del vientre anaranjado. Su rostro es grisáceo y con una lista amarilla en la nuca los machos. La subespecie nominal tienen el píleo azul, color que se extiende hasta los ojos en los machos, aunque la otra subespecie lo tiene gris como el rostro.

## Distribución y hábitat
Se encuentra únicamente en las selvas de las islas Biak y Numfor.

## Taxonomía
Se reconocen dos subespecies:
- M. g. geelvinkiana, presente en isla Numfor;
- M. g. misoriensis, presente en isla Biak.